# 酒精對老化的影響
酒精對老化的影響（英語：impact of alcohol on aging）在多方面呈現。有證據顯示酗酒，或是長期飲酒會導致加速（或提早）老化 - 表示老化症狀出現的時間比正常的早 - 還有就是老化會強化 - 表示症狀出現的時間正常，但以更為誇張的形式出現。酒精濫用在老化過程中產生的影響包括高血壓、心律不整、癌症、腸胃疾病、神經認知障礙、骨質疏鬆症、和情緒障礙（尤其是抑鬱）。而另一方面，研究也顯示適量飲酒，可為健康的成年人提供保護，免於發展出冠狀動脈疾病。美國心臟協會勸告人們不要為未經證實的健康好處而開始喝酒；還有，如果平日沒喝酒，就不要開始喝酒。

## 大腦
酒精是種效力強力的神經毒素。美國國家酒精濫用和酗酒研究所發現，“酗酒會讓大腦的老化速度加快，或導致大腦過早老化。”這研究所的另一報告，發現“長期飲酒，以及長期接觸糖皮質激素會導致過早和/或過度老化。”具體來說，酒精會激活下丘腦—垂體—腎上腺軸（HPA axis），導致分泌糖皮質激素，而提高體內壓力激素的水準。在老化過程中，“隨著時間推移，幾乎每項人體生理系統都會發生逐漸，但通常是巨大的變化。綜合這些變化，而導致生理功能的效率和耐力下降。”長期壓力和長期重度攝取酒精會導致類似的過早老化效應，包括海馬體內的神經細胞退化。

## 心臟
根據美國國家衛生院的說法，研究人員如今了解適量飲酒可保護某些人的心臟，免受冠狀動脈疾病的風險。但無法預測哪些人會因此而發生酗酒的問題。鑑於這些，再加上其他的風險，美國心臟協會勸告人們不該開始嘗試飲酒。

## 預期壽命
2010年8月發表在《酗酒：臨床和實驗研究》雜誌上的一項研究，針對1,824名55至65歲的參與研究者做20年跟踪的結果，即使把所有的疑似變量調整之後，戒酒者和酗酒者，與適度飲酒者相比，死亡風險仍分別高出51%和45%。後續在2012年發表的的研究列出解讀這些資料該注意的事項。例如，報告並未對不飲酒者開始飲酒做研究，或是支持；報告認為不能控制自己做適度飲酒的人，或是有身體狀況，因為喝酒會導致惡化，或是正在服藥，喝酒會導致不良反應的，就不該飲酒。其他研究顯示，戒酒的原因可能就是導致戒酒者最後結果的決定因素：那些因為既有的身體狀況或從前的物質濫用問題而不喝酒的人，是戒酒者中早逝率最高的一群。而其他戒酒者群體，例如那些因為家庭教養或是道德/宗教因素而不喝酒的，與適度飲酒者一樣，死亡風險都同樣較低。

## 人口統計資料
過量飲酒，特別是蒸餾酒，是導致東歐（尤其是在後蘇聯國家）的男性有較高的死亡率，以及較低的預期壽命的原因。